# Serres-Sainte-Marie
Serres-Sainte-Marie – miejscowość i gmina we Francji, w regionie Nowa Akwitania, w departamencie Pireneje Atlantyckie.
Według danych na rok 1990 gminę zamieszkiwało 456 osób, a gęstość zaludnienia wynosiła 48 osób/km² (wśród 2290 gmin Akwitanii Serres-Sainte-Marie plasuje się na 745. miejscu pod względem liczby ludności, natomiast pod względem powierzchni na miejscu 1099.).